# NGC 378
 NGC 378 là một thiên hà xoắn ốc có rào chắn nằm trong chòm sao Song Ngư. Nó được phát hiện vào ngày 28 tháng 9 năm 1834 bởi John Herschel.